# Wilhelm Theodor Gümbel
Wilhelm Theodor Gümbel (* 19. Mai 1812 in Dannenfels; † 10. Februar 1858 in Landau in der Pfalz) war ein deutscher Botaniker.
Sein botanisches Autorenkürzel lautet „W.Gümbel“, in der Bryologie ist auch das Kürzel „Gümb.“ in Gebrauch.

## Leben
Wilhelm Theodor Gümbel war einer von 9 Söhnen des königlichen Revierförsters Johann Friedrich Gümbel (1775–1841) und dessen Ehefrau Charlotte Roos (1781–1862). Sein jüngster Bruder war der bekannte Geologe Carl Wilhelm von Gümbel. Er studierte Theologie an der Universität Heidelberg, Technik an der Uni Würzburg und bei Joseph Gerhard Zuccarini und Carl Friedrich Philipp von Martius Naturwissenschaften in München mit dem Examen 1835 in Forstwissenschaft. 1837 wurde er Lehrer für Naturgeschichte und Landwirtschaft an der Gewerbeschule in Zweibrücken und zudem Lehrer für Mathematik an der dortigen Lateinschule. 1840 war er Mitbegründer des naturwissenschaftlichen Vereins Pollichia, in dem auch viele Jahre als Vorstand tätig war. 1843 wechselte er an die neu gegründete Gewerbeschule in Landau, an der er 1853 Rektor wurde. Er arbeitete eng mit seinem Freund Philipp Bruch zusammen, der ihn für die Bryologie begeisterte und ihn bei der Bearbeitung der Bryologia europaea beteiligte.
Sein Moosherbar wurde 1898 auf Verfügung der Bayerischen Staatsregierung von der Landwirtschaftlichen Schule in Weihenstephan der Botanischen Staatssammlung übergeben. Es enthielt eigene Aufsammlungen vorwiegend aus der Pfalz, eine Moossammlung seines Bruders Carl Wilhelm Gümbel, die vorwiegend aus der Pfalz und aus dem Bayerischen Wald stammten sowie Moose von Philipp Bruch aus der Pfalz, die besonders Umgebung von Zweibrücken gesammelt worden war sowie einige Exemplare aus der Sammlung von Jean-Baptiste Mougeot (Vogesen).
Zu den Moosen, die von den drei Bryologen beschrieben worden, zählen unter anderem Hylocomium, Philonotis calcarea, Homalothecium sericeum, Gemeines Kurzbüchsenmoos, Langblättriges Schönschnabelmoos, Tamarisken-Thujamoos und Samt-Kurzbüchsenmoos.
Er war seit 1844 verheiratet und hatte vier Kinder.

## Ehrungen
Wilhelm Theodor Gümbel wurde 1853 zum Mitglied der Deutschen Akademie der Naturforscher Leopoldina gewählt.

## Schriften
- Mit Wilhelm Philipp Schimper und Philipp Bruch: Bryologia europaea (Stuttgart 1836–1855, 6 Bde. mit 640 Tafeln), + Supplement, Stuttgart 1864–1866, mit 40 Tafeln
- - Bryologia europaea Vol I Archive
- - Bryologia europaea Vol II Archive
- - Bryologia europaea Vol III
- - Bryologia europaea Vol IV Archive
- - Bryologia europaea Vol V Archive